# Route Adélie de Vitré 2016
La 21e édition de la Route Adélie de Vitré a eu lieu le 1er avril 2016. La course fait partie du calendrier UCI Europe Tour 2016 en catégorie 1.1. C'est également la quatrième épreuve de la Coupe de France de cyclisme sur route 2016.
L'épreuve a été remportée lors d'un sprint de vingt coureurs par le Français Bryan Coquard (Direct Énergie) qui s'impose respectivement devant ses deux compatriotes Clément Venturini (Cofidis) et Samuel Dumoulin (AG2R La Mondiale).
Pour la Coupe de France, le Belge Baptiste Planckaert (Wallonie Bruxelles-Group Protect) garde la tête du classement individuel, Bryan Coquard s'empare de celle des jeunes et la formation française Armée de Terre fait de même pour le classement par équipes. Ce dernier ne varie pas exceptionnellement en raison du forfait de l'équipe française Roubaix Métropole européenne de Lille à la suite du décès de leur coureur belge Daan Myngheer quelques jours précédent la course.

## Présentation

### Équipes
Classée en catégorie 1.1 de l'UCI Europe Tour, la Route Adélie de Vitré est par conséquent ouverte aux WorldTeams dans la limite de 50 % des équipes participantes, aux équipes continentales professionnelles, aux équipes continentales et aux équipes nationales.
Dix-sept équipes participent à cette Route Adélie de Vitré - deux WorldTeams, sept équipes continentales professionnelles et huit équipes continentales :
| UCI WorldTeams   | UCI WorldTeams | UCI WorldTeams |
| Nom de l'équipe  | Pays           | Code           |
| ---------------- | -------------- | -------------- |
| AG2R La Mondiale | France         | ALM            |
| FDJ              | France         | FDJ            |

| Équipes continentales professionnelles | Équipes continentales professionnelles | Équipes continentales professionnelles |
| Nom de l'équipe                        | Pays                                   | Code                                   |
| -------------------------------------- | -------------------------------------- | -------------------------------------- |
| Androni Giocattoli-Sidermec            | Italie                                 | AND                                    |
| Cofidis                                | France                                 | COF                                    |
| Delko-Marseille Provence-KTM           | France                                 | DMP                                    |
| Direct Énergie                         | France                                 | DEN                                    |
| Drapac                                 | Australie                              | DPC                                    |
| Fortuneo-Vital Concept                 | France                                 | FVC                                    |
| Roth                                   | Suisse                                 | ROT                                    |

| Équipes continentales            | Équipes continentales | Équipes continentales |
| Nom de l'équipe                  | Pays                  | Code                  |
| -------------------------------- | --------------------- | --------------------- |
| Armée de Terre                   | France                | ADT                   |
| Bridgestone Anchor               | Japon                 | BGT                   |
| Differdange-Losch                | Luxembourg            | CCD                   |
| Euskadi Basque Country-Murias    | Espagne               | EUS                   |
| HP BTP-Auber 93                  | France                | AUB                   |
| Manzana Postobón                 | Colombie              | MZN                   |
| Vorarlberg                       | Autriche              | VOL                   |
| Wallonie Bruxelles-Group Protect | Belgique              | WBC                   |

### Primes
Les vingt prix sont attribués suivant le barème de l'UCI,. Le total général des prix distribués est de 14 477 €.
| Position | 1er     | 2e      | 3e      | 4e    | 5e    | 6e    | 7e    | 8e    | 9e    | 10e à 20e |
| Prix     | 5 785 € | 2 895 € | 1 445 € | 715 € | 580 € | 433 € | 433 € | 287 € | 287 € | 147 €     |

## Classements

### Classement final
| Classement final | Classement final    | Classement final | Classement final                 | Classement final  |
|                  | Coureur             | Pays             | Équipe                           | Temps             |
| ---------------- | ------------------- | ---------------- | -------------------------------- | ----------------- |
| 1er              | Bryan Coquard       | France           | Direct Énergie                   | en 4 h 48 min 5 s |
| 2e               | Clément Venturini   | France           | Cofidis                          | m.t               |
| 3e               | Samuel Dumoulin     | France           | AG2R La Mondiale                 | m.t               |
| 4e               | Yannis Yssaad       | France           | Armée de Terre                   | m.t               |
| 5e               | Borut Božič         | Slovénie         | Cofidis                          | m.t               |
| 6e               | Armindo Fonseca     | France           | Fortuneo-Vital Concept           | m.t               |
| 7e               | Baptiste Planckaert | Belgique         | Wallonie Bruxelles-Group Protect | m.t               |
| 8e               | Maxime Daniel       | France           | AG2R La Mondiale                 | m.t               |
| 9e               | Benjamin Giraud     | France           | Delko-Marseille Provence-KTM     | m.t               |
| 10e              | Anthony Maldonado   | France           | HP BTP-Auber 93                  | m.t               |
| modifier         |                     |                  |                                  |                   |

### Classement de la Coupe de France

#### Classement individuel

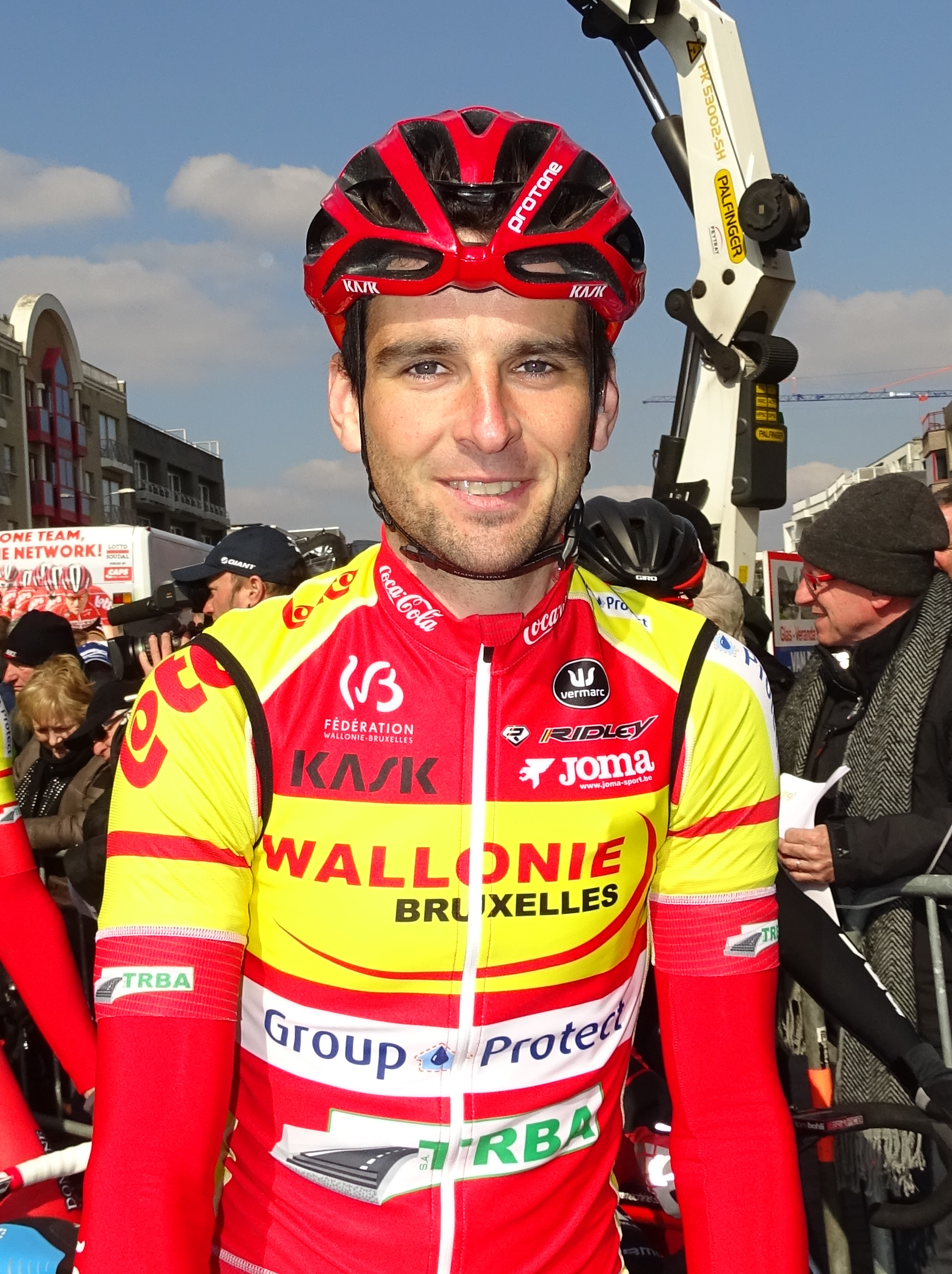
Baptiste Planckaert est le leader de la Coupe de France.

| Top dix de la Coupe de France à l'issue de la 4e manche | Top dix de la Coupe de France à l'issue de la 4e manche | Top dix de la Coupe de France à l'issue de la 4e manche | Top dix de la Coupe de France à l'issue de la 4e manche | Top dix de la Coupe de France à l'issue de la 4e manche |
| ------------------------------------------------------- | ------------------------------------------------------- | ------------------------------------------------------- | ------------------------------------------------------- | ------------------------------------------------------- |
|                                                         | Coureur                                                 | Pays                                                    | Équipe                                                  | Point(s)                                                |
| 1er                                                     | Baptiste Planckaert                                     | Belgique                                                | Wallonie Bruxelles-Group Protect                        | 74 points                                               |
| 2e                                                      | Bryan Coquard                                           | France                                                  | Direct Énergie                                          | 50 pts                                                  |
| 3e                                                      | Rudy Barbier                                            | France                                                  | Roubaix Métropole européenne de Lille                   | 50 pts                                                  |
| 4e                                                      | Anthony Turgis                                          | France                                                  | Cofidis                                                 | 50 pts                                                  |
| 5e                                                      | Dries Devenyns                                          | Belgique                                                | IAM                                                     | 50 pts                                                  |
| 6e                                                      | Yannis Yssaad                                           | France                                                  | Armée de Terre                                          | 45 pts                                                  |
| 7e                                                      | Clément Venturini                                       | France                                                  | Cofidis                                                 | 35 pts                                                  |
| 8e                                                      | Loïc Chetout                                            | France                                                  | Cofidis                                                 | 35 pts                                                  |
| 9e                                                      | Thibaut Pinot                                           | France                                                  | FDJ                                                     | 35 pts                                                  |
| 10e                                                     | Pieter Vanspeybrouck                                    | Belgique                                                | Topsport Vlaanderen-Baloise                             | 30 pts                                                  |
| modifier                                                |                                                         |                                                         |                                                         |                                                         |

#### Classement individuel des jeunes

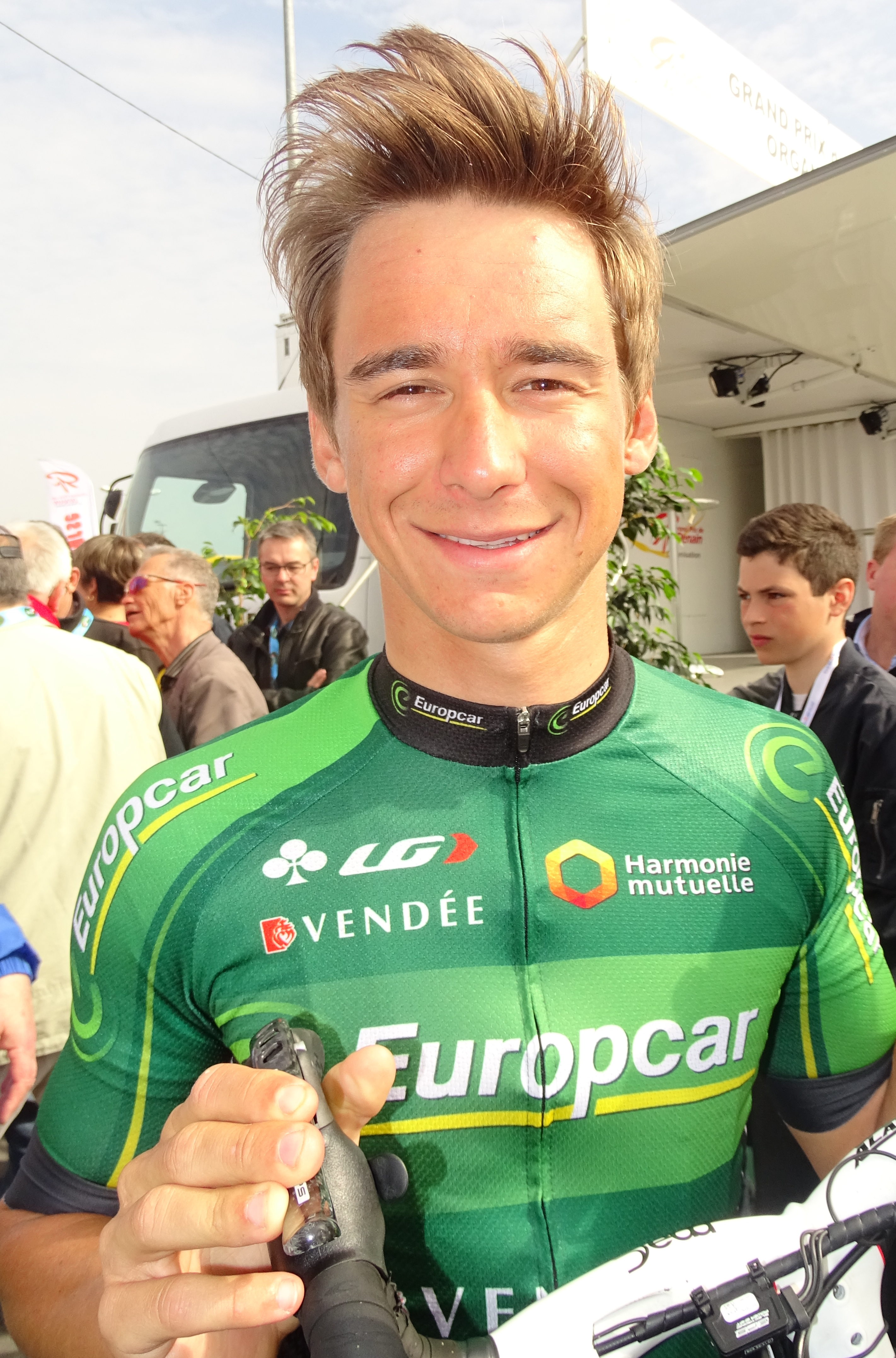
Bryan Coquard est le leader de la Coupe de France des jeunes.

| Top dix de la Coupe de France à l'issue de la 4e manche | Top dix de la Coupe de France à l'issue de la 4e manche | Top dix de la Coupe de France à l'issue de la 4e manche | Top dix de la Coupe de France à l'issue de la 4e manche | Top dix de la Coupe de France à l'issue de la 4e manche |
| ------------------------------------------------------- | ------------------------------------------------------- | ------------------------------------------------------- | ------------------------------------------------------- | ------------------------------------------------------- |
|                                                         | Coureur                                                 | Pays                                                    | Équipe                                                  | Point(s)                                                |
| 1er                                                     | Bryan Coquard                                           | France                                                  | Direct Énergie                                          | 50 points                                               |
| 2e                                                      | Rudy Barbier                                            | France                                                  | Roubaix Métropole européenne de Lille                   | 50 pts                                                  |
| 3e                                                      | Anthony Turgis                                          | France                                                  | Cofidis                                                 | 50 pts                                                  |
| 4e                                                      | Yannis Yssaad                                           | France                                                  | Armée de Terre                                          | 45 pts                                                  |
| 5e                                                      | Clément Venturini                                       | France                                                  | Cofidis                                                 | 35 pts                                                  |
| 6e                                                      | Loïc Chetout                                            | France                                                  | Cofidis                                                 | 35 pts                                                  |
| 7e                                                      | Kévin Ledanois                                          | France                                                  | Fortuneo-Vital Concept                                  | 25 pts                                                  |
| 8e                                                      | Nico Denz                                               | Allemagne                                               | AG2R La Mondiale                                        | 23 pts                                                  |
| 9e                                                      | David Menut                                             | France                                                  | HP BTP-Auber 93                                         | 22 pts                                                  |
| 10e                                                     | Marc Sarreau                                            | France                                                  | FDJ                                                     | 18 pts                                                  |
| modifier                                                |                                                         |                                                         |                                                         |                                                         |

#### Classement par équipes
| \| \| Top neuf de la Coupe de France à l'issue de la 4e manche[2] \| | \| \| Top neuf de la Coupe de France à l'issue de la 4e manche[2] \| | \| \| Top neuf de la Coupe de France à l'issue de la 4e manche[2] \| | \| \| Top neuf de la Coupe de France à l'issue de la 4e manche[2] \| |
| -------------------------------------------------------------------- | -------------------------------------------------------------------- | -------------------------------------------------------------------- | -------------------------------------------------------------------- |
|                                                                      | Équipe                                                               | Pays                                                                 | Point(s)                                                             |
| 1                                                                    | Armée de Terre                                                       | France                                                               | 23                                                                   |
| 2                                                                    | AG2R La Mondiale                                                     | France                                                               | 21                                                                   |
| 3                                                                    | FDJ                                                                  | France                                                               | 20                                                                   |
| 4                                                                    | Fortuneo-Vital Concept                                               | France                                                               | 20                                                                   |
| 5                                                                    | Cofidis                                                              | France                                                               | 19                                                                   |
| 6                                                                    | Direct Énergie                                                       | France                                                               | 17                                                                   |
| 7                                                                    | Delko-Marseille Provence-KTM                                         | France                                                               | 17                                                                   |
| 8                                                                    | Roubaix Métropole européenne de Lille                                | France                                                               | 16                                                                   |
| 9                                                                    | HP BTP-Auber 93                                                      | France                                                               | 13                                                                   |
|                                                                      | Top neuf de la Coupe de France à l'issue de la 4e manche             |                                                                      |                                                                      |

### UCI Europe Tour
Cette Route Adélie de Vitré attribue des points pour l'UCI Europe Tour 2016, par équipes seulement aux coureurs des équipes continentales professionnelles et continentales, individuellement à tous les coureurs sauf ceux faisant partie d'une équipe ayant un label WorldTeam.
| Position           | 1er | 2e | 3e | 4e | 5e | 6e | 7e | 8e | 9e | 10e | 11e | 12e | 13e à 15e | 16e à 25e |
| Classement général | 125 | 85 | 70 | 60 | 50 | 40 | 35 | 30 | 25 | 20  | 15  | 10  | 5         | 3         |

## Liste des participants
- Liste de départ complète

| Légende | Légende                                                                    | Légende | Légende                                                    |
| ------- | -------------------------------------------------------------------------- | ------- | ---------------------------------------------------------- |
| Num     | Dossard de départ porté par le coureur sur cette Route Adélie de Vitré     | Pos     | Position à l'arrivée de la course                          |
|         | Indique un maillot de champion national ou mondial, suivi de sa spécialité | NP      | Indique un coureur qui n'a pas pris le départ de la course |
| AB      | Indique un coureur qui n'a pas terminé la course                           | HD      | Indique un coureur qui a terminé la course hors des délais |

| HP BTP-Auber 93 AUB                | HP BTP-Auber 93 AUB       | HP BTP-Auber 93 AUB |
| ---------------------------------- | ------------------------- | ------------------- |
| Num                                | Coureur                   | Pos                 |
| 1                                  | Romain Feillu (FRA)       | 12e                 |
| 2                                  | César Bihel (FRA)         | 17e                 |
| 3                                  | Flavien Dassonville (FRA) | 35e                 |
| 4                                  | David Menut (FRA)         | 11e                 |
| 5                                  | Julien Guay (FRA)         | 38e                 |
| 6                                  | Alo Jakin (EST)           | 24e                 |
| 7                                  | Maxime Renault (FRA)      | 65e                 |
| 8                                  | Anthony Maldonado (FRA)   | 10e                 |
| Directeur sportif : Stephan Gaudry |                           |                     |

| FDJ                             | FDJ                            | FDJ |
| ------------------------------- | ------------------------------ | --- |
| Num                             | Coureur                        | Pos |
| 11                              | Sébastien Chavanel (FRA)       | 71e |
| 12                              | Jérémy Maison (FRA)            | AB  |
| 13                              | Marc Fournier (FRA)            | 88e |
| 14                              | Pierre-Henri Lecuisinier (FRA) | 56e |
| 15                              | Lorrenzo Manzin (FRA)          | 19e |
| 16                              | Laurent Pichon (FRA)           | 63e |
| 17                              |                                |     |
| 18                              | Benoît Vaugrenard (FRA)        | 73e |
| Directeur sportif : Yvon Madiot |                                |     |

| AG2R La Mondiale ALM           | AG2R La Mondiale ALM      | AG2R La Mondiale ALM |
| ------------------------------ | ------------------------- | -------------------- |
| Num                            | Coureur                   | Pos                  |
| 21                             | Julien Bérard (FRA)       | 37e                  |
| 22                             | François Bidard (FRA)     | AB                   |
| 23                             | Maxime Daniel (FRA)       | 8e                   |
| 24                             | Guillaume Bonnafond (FRA) | 50e                  |
| 25                             | Samuel Dumoulin (FRA)     | 3e                   |
| 26                             | Cyril Gautier (FRA)       | 49e                  |
| 27                             | Patrick Gretsch (GER)     | 28e                  |
| 28                             |                           |                      |
| Directeur sportif : Gilles Mas |                           |                      |

| Androni Giocattoli-Sidermec AND      | Androni Giocattoli-Sidermec AND | Androni Giocattoli-Sidermec AND |
| ------------------------------------ | ------------------------------- | ------------------------------- |
| Num                                  | Coureur                         | Pos                             |
| 31                                   |                                 |                                 |
| 32                                   | Marco Benfatto (ITA)            | 21e                             |
| 33                                   | Francesco Chicchi (ITA)         | 80e                             |
| 34                                   | Tiziano Dall'Antonia (ITA)      | 18e                             |
| 35                                   | Alberto Nardin (ITA)            | 33e                             |
| 36                                   | Luca Pacioni (ITA)              | 54e                             |
| 37                                   | Daniele Ratto (ITA)             | 68e                             |
| 38                                   | Serghei Tvetcov (ROU) (Route)   | 31e                             |
| Directeur sportif : Giampaolo Cheula |                                 |                                 |

| Fortuneo-Vital Concept FVC            | Fortuneo-Vital Concept FVC  | Fortuneo-Vital Concept FVC |
| ------------------------------------- | --------------------------- | -------------------------- |
| Num                                   | Coureur                     | Pos                        |
| 41                                    | Jean-Marc Bideau (FRA)      | AB                         |
| 42                                    | Maxime Cam (FRA)            | 91e                        |
| 43                                    | Armindo Fonseca (FRA)       | 6e                         |
| 44                                    | Arnaud Gérard (FRA)         | 51e                        |
| 45                                    | Benoît Jarrier (FRA)        | 58e                        |
| 46                                    | Kévin Ledanois (FRA)        | AB                         |
| 47                                    | Steven Tronet (FRA) (Route) | 13e                        |
| 48                                    | Florian Vachon (FRA)        | 52e                        |
| Directeur sportif : Sébastien Hinault |                             |                            |

| Drapac DPC                      | Drapac DPC          | Drapac DPC |
| ------------------------------- | ------------------- | ---------- |
| Num                             | Coureur             | Pos        |
| 51                              | Brendan Canty (AUS) | 90e        |
| 52                              | Brenton Jones (AUS) | 78e        |
| 53                              | Jordan Kerby (AUS)  | 98e        |
| 54                              | Gavin Mannion (USA) | AB         |
| 55                              | Peter Koning (NED)  | AB         |
| 56                              | Jens Mouris (NED)   | AB         |
| 57                              | Thomas Scully (NZL) | 43e        |
| 58                              | Samuel Spokes (AUS) | 81e        |
| Directeur sportif : Tom Southam |                     |            |

| Cofidis COF                        | Cofidis COF             | Cofidis COF |
| ---------------------------------- | ----------------------- | ----------- |
| Num                                | Coureur                 | Pos         |
| 61                                 | Rayane Bouhanni (FRA)   | 87e         |
| 62                                 | Borut Božič (SLO)       | 5e          |
| 63                                 | Loïc Chetout (FRA)      | 22e         |
| 64                                 | Romain Hardy (FRA)      | 62e         |
| 65                                 | Anthony Perez (FRA)     | 57e         |
| 66                                 | Stéphane Rossetto (FRA) | 61e         |
| 67                                 | Clément Venturini (FRA) | 2e          |
| 68                                 |                         |             |
| Directeur sportif : Alain Deloeuil |                         |             |

| Roth ROT                        | Roth ROT                 | Roth ROT |
| ------------------------------- | ------------------------ | -------- |
| Num                             | Coureur                  | Pos      |
| 71                              | Nicolas Baldo (FRA)      | 45e      |
| 72                              | Grischa Janorschke (GER) | 100e     |
| 73                              | Martin Kohler (SUI)      | AB       |
| 74                              | Matthias Krizek (AUT)    | 32e      |
| 75                              | Dylan Page (SUI)         | 15e      |
| 76                              | Frank Pasche (SUI)       | 82e      |
| 77                              | Colin Stüssi (SUI)       | 89e      |
| 78                              | Giacomo Tomio (ITA)      | 48e      |
| Directeur sportif : Uwe Peschel |                          |          |

| Direct Énergie DEN                   | Direct Énergie DEN       | Direct Énergie DEN |
| ------------------------------------ | ------------------------ | ------------------ |
| Num                                  | Coureur                  | Pos                |
| 81                                   | Bryan Coquard (FRA)      | 1er                |
| 82                                   | Jérémy Cornu (FRA)       | 84e                |
| 83                                   | Tony Hurel (FRA)         | 69e                |
| 84                                   | Fabrice Jeandesboz (FRA) | 95e                |
| 85                                   | Perrig Quéméneur (FRA)   | 83e                |
| 86                                   | Romain Sicard (FRA)      | 94e                |
| 87                                   | Angélo Tulik (FRA)       | 74e                |
| 88                                   | Thomas Voeckler (FRA)    | 72e                |
| Directeur sportif : Benoît Génauzeau |                          |                    |

| Delko-Marseille Provence-KTM DMP    | Delko-Marseille Provence-KTM DMP | Delko-Marseille Provence-KTM DMP |
| ----------------------------------- | -------------------------------- | -------------------------------- |
| Num                                 | Coureur                          | Pos                              |
| 91                                  | Mikel Aristi (ESP)               | 93e                              |
| 92                                  | Romain Combaud (FRA)             | 64e                              |
| 93                                  | Fredrik Strand Galta (NOR)       | 42e                              |
| 94                                  | Benjamin Giraud (FRA)            | 9e                               |
| 95                                  | Martin Laas (EST)                | AB                               |
| 96                                  | Christophe Laborie (FRA)         | 14e                              |
| 97                                  | Yannick Martinez (FRA)           | 29e                              |
| 98                                  | Evaldas Šiškevičius (LTU)        | 34e                              |
| Directeur sportif : Gilles Pauchard |                                  |                                  |

| Euskadi Basque Country-Murias EUS | Euskadi Basque Country-Murias EUS | Euskadi Basque Country-Murias EUS |
| --------------------------------- | --------------------------------- | --------------------------------- |
| Num                               | Coureur                           | Pos                               |
| 101                               | Ander Barrenetxea (ESP)           | AB                                |
| 102                               | Adrián González (ESP)             | 41e                               |
| 103                               | Jon Ander Insausti (ESP)          | AB                                |
| 104                               | Mikel Iturria (ESP)               | NP                                |
| 105                               | Pello Olaberria (ESP)             | 23e                               |
| 106                               | Gotzon Udondo (ESP)               | 92e                               |
| 107                               |                                   |                                   |
| 108                               |                                   |                                   |
| Directeur sportif : Rubén Pérez   |                                   |                                   |

| Manzana Postobón MZN                          | Manzana Postobón MZN      | Manzana Postobón MZN |
| --------------------------------------------- | ------------------------- | -------------------- |
| Num                                           | Coureur                   | Pos                  |
| 111                                           | Hernando Bohórquez (COL)  | 16e                  |
| 112                                           | Peio Goikoetxea (ESP)     | 75e                  |
| 113                                           | Sebastián Molano (COL)    | AB                   |
| 114                                           | Wilmar Paredes (COL)      | 97e                  |
| 115                                           | Hernán Parra (COL)        | 101e                 |
| 116                                           | Tomás Restrepo (COL)      | AB                   |
| 117                                           | Bernardo Suaza (COL)      | AB                   |
| 118                                           | Juan Pablo Villegas (COL) | 96e                  |
| Directeur sportif : Luis Fernando Saldarriaga |                           |                      |

| Armée de Terre ADT               | Armée de Terre ADT      | Armée de Terre ADT |
| -------------------------------- | ----------------------- | ------------------ |
| Num                              | Coureur                 | Pos                |
| 121                              | Bryan Alaphilippe (FRA) | 40e                |
| 122                              | Alexis Bodiot (FRA)     | 66e                |
| 123                              | Julien Duval (FRA)      | 60e                |
| 124                              | Thibault Ferasse (FRA)  | 85e                |
| 125                              | Benjamin Thomas (FRA)   | 36e                |
| 126                              | Kévin Lebreton (FRA)    | 67e                |
| 127                              | Yannis Yssaad (FRA)     | 4e                 |
| 128                              | Jordan Levasseur (FRA)  | AB                 |
| Directeur sportif : Cédric Barre |                         |                    |

| Wallonie Bruxelles-Group Protect WBC  | Wallonie Bruxelles-Group Protect WBC | Wallonie Bruxelles-Group Protect WBC |
| ------------------------------------- | ------------------------------------ | ------------------------------------ |
| Num                                   | Coureur                              | Pos                                  |
| 131                                   | Olivier Chevalier (BEL)              | 77e                                  |
| 132                                   | Ludwig De Winter (BEL)               | AB                                   |
| 133                                   | Jonathan Dufrasne (BEL)              | AB                                   |
| 134                                   | Jimmy Duquennoy (BEL)                | 59e                                  |
| 135                                   | Grégory Habeaux (BEL)                | 70e                                  |
| 136                                   | Thomas Deruette (BEL)                | 39e                                  |
| 137                                   | Tom Dernies (BEL)                    | 25e                                  |
| 138                                   | Baptiste Planckaert (BEL)            | 7e                                   |
| Directeur sportif : Frédéric Amorison |                                      |                                      |

| Differdange-Losch CCD           | Differdange-Losch CCD   | Differdange-Losch CCD |
| ------------------------------- | ----------------------- | --------------------- |
| Num                             | Coureur                 | Pos                   |
| 141                             | Jānis Dakteris (LAT)    | 26e                   |
| 142                             | Alliaume Leblond (FRA)  | AB                    |
| 143                             | Krisztián Lovassy (HUN) | 86e                   |
| 144                             | Pontus Kastemyr (SWE)   | 47e                   |
| 145                             | Gabriel Reguero (ESP)   | 76e                   |
| 146                             | Tom Thill (LUX)         | AB                    |
| 147                             | Devid Tintori (ITA)     | 20e                   |
| 148                             | Larry Valvasori (LUX)   | AB                    |
| Directeur sportif : Marc Godart |                         |                       |

| Vorarlberg VOL                    | Vorarlberg VOL          | Vorarlberg VOL |
| --------------------------------- | ----------------------- | -------------- |
| Num                               | Coureur                 | Pos            |
| 151                               | Žolt Der (HUN)          | 79e            |
| 152                               | Sérgio Sousa (POR)      | 44e            |
| 153                               | Patrick Jäger (AUT)     | 53e            |
| 154                               | Clément Koretzky (FRA)  | 46e            |
| 155                               | Michael Kucher (AUT)    | AB             |
| 156                               | Manuel Porzner (GER)    | AB             |
| 157                               | Patrick Schelling (SUI) | 99e            |
| 158                               | Manuel Schreiber (AUT)  | AB             |
| Directeur sportif : Werner Salmen |                         |                |

| Bridgestone Anchor BGT                | Bridgestone Anchor BGT | Bridgestone Anchor BGT |
| ------------------------------------- | ---------------------- | ---------------------- |
| Num                                   | Coureur                | Pos                    |
| 161                                   | Sho Hatsuyama (JPN)    | 27e                    |
| 162                                   | Thomas Lebas (FRA)     | 30e                    |
| 163                                   | Kazuo Inoue (JPN)      | NP                     |
| 164                                   | Damien Monier (FRA)    | 55e                    |
| 165                                   | Ryota Nishizono (JPN)  | NP                     |
| 166                                   | Ryu Suzuki (JPN)       | AB                     |
| 167                                   | Hiroshi Tsubaki (JPN)  | AB                     |
| 168                                   | Kōhei Uchima (JPN)     | AB                     |
| Directeur sportif : Takehiro Mizutani |                        |                        |